# 49501 Basso
49501 Basso è un asteroide della fascia principale. Scoperto nel 1999, presenta un'orbita caratterizzata da un semiasse maggiore pari a 3,0871859 UA e da un'eccentricità di 0,1496938, inclinata di 1,04750° rispetto all'eclittica.
La scoperta è stata effettuata a Ceccano ad opera di Gianluca Masi.